# むつ市立関根中学校
むつ市立関根中学校（むつしりつせきねちゅうがっこう）は、青森県むつ市大字関根にある公立中学校。むつ市立関根小学校と施設一体型（4・3・2制）小中一貫教育を行っている。
。

## 沿革
- 1947年（昭和22年）
  - 4月1日 - 設立。当時は、下北郡田名部町立関根小学校校舎に併設されていた。
  - 4月21日 - 開校式挙行。
- 1949年（昭和24年）
  - 7月17日 - 北関根135番地の旧海兵団兵舎を買収、改築し校舎落成。
  - 7月22日 - 移転。
- 1950年（昭和25年）2月1日 - 田名部町立田名部第二中学校と改称。
- 1956年（昭和31年）6月28日 - 屋内体操場落成式挙行。
- 1957年（昭和32年）11月25日 - 校旗樹立、校歌制定。
- 1959年（昭和34年）9月1日 - 田名部町と大湊町が合併した大湊田名部市発足により、大湊田名部市立田名部第二中学校と改称。
- 1960年（昭和35年）8月1日 - 市名変更により、むつ市立田名部第二中学校と改称。
- 1963年（昭和38年）11月25日 - 新校舎第一期工事完成。
- 1964年（昭和39年）11月12日 - 新校舎第二期工事完成。
- 1966年（昭和41年）4月1日 - むつ市立関根中学校と改称。
- 2017年（平成29年）9月 - 新校舎工事着工[2]。
- 2018年（平成30年）
  - 5月23日[3] - 新校舎が完成。
  - 5月24日に新校舎完成見学会を行った[2]。なお、新校舎は、関根小学校との併設型小中一貫校校舎となる[1]。
  - 8月下旬 - 新校舎での授業開始[2]。

## 生徒数
2021年（令和3年）現在
| 学年 | 1年 | 2年 | 3年 | 特別支援 | 合計 |
| ---- | --- | --- | --- | -------- | ---- |
| 学級 | 1   | 1   | 1   | 0        | 3    |
| 生徒 | 13  | 5   | 6   | 0        | 24   |

## 学区
- 南名古平、清平、名古平、南関根、北関根、高梨、水川目、美付、浜関根、出戸、川代、烏沢、新田、上新田[4]

## 学校周辺
- むつ市立関根小学校 - 併設型小中一貫校
- 国道279号
- 陸奥関根郵便局

## アクセス
- 下北交通「関根中学校前」バス停下車後、徒歩約140m・約数分（バス停から学校敷地は近いが、校門までは少し距離がある）。